# Молдовка (Сочи)
Молдо́вка — село в Адлерском районе муниципального образования город-курорт Сочи Краснодарского края. Административный центр Молдовского сельского округа.

## Этимология
Название села происходит от этнонима первопоселенцев — молдаван.

## География
Расположено на правом берегу реки Мзымта, в нескольких километрах от берега Чёрного моря.

## История
Село было основано в 1880 переселенцами (48 семей) из Бессарабской губернии Российской империи.  В 1941 на части земель села построен аэродром аэропорта «Сочи».

## Население
| 2002 | 2010  |
| ---- | ----- |
| 1958 | ↗2245 |

## Инфраструктура
- Школа № 66

## Достопримечательности
- Храм Святителя Николая в Молдовке

## Транспорт
Село находилось на Черноморском шоссе Новороссийск—Сухум. Позже главная дорога обошла Молдовку, но в селе остался старый Молдовский мост через Мзымту.
- Международный аэропорт «Сочи»